# Onomarchus uninotatus
Onomarchus uninotatus är en insektsart som först beskrevs av Jean Guillaume Audinet Serville 1838.  Onomarchus uninotatus ingår i släktet Onomarchus och familjen vårtbitare. Inga underarter finns listade i Catalogue of Life.